# Baouchéri (Kolléram)
Baouchéri (auch: Baouchiri, Bauchéri) ist ein Dorf in der Landgemeinde Kolléram in Niger.

## Geographie
Das Dorf befindet sich rund eineinhalb Kilometer westlich des Hauptorts Kolléram der gleichnamigen Landgemeinde, die zum Departement Mirriah in der Region Zinder gehört. Das Nachbardorf Tsougounia im Westen ist bereits Teil des Gemeindegebiets von Zinder.
Es herrscht das Klima der Sahelzone vor, mit einer durchschnittlichen jährlichen Niederschlagsmenge zwischen 300 und 400 mm.

## Geschichte
Bei einer Untersuchung im Jahr 1990 wurde beim Befall mit der Saugwürmer-Art Schistosoma haematobium unter den 10- bis 13-Jährigen im Ort eine Prävalenz von 22 Prozent festgestellt. In den Jahren 2000 bis 2002 wurden zehn Menschen in Baouchéri durch den Guineawurm infiziert.

## Bevölkerung
Bei der Volkszählung 2012 hatte Baouchéri 4825 Einwohner, die in 767 Haushalten lebten. Bei der Volkszählung 2001 betrug die Einwohnerzahl 2546 in 458 Haushalten und bei der Volkszählung 1988 belief sich die Einwohnerzahl auf 2009 in 295 Haushalten.

## Wirtschaft und Infrastruktur
In zwei Mulden bei Baouchéri wird Gemüse angebaut, unter anderem Maniok, Süßkartoffeln, Kohl, Blattsalat, Zwiebeln, Zuckerrohr und Tomaten. Die Ernte ist vor allem für den Weiterverkauf bestimmt. Der Staat unterhält eine kleine Solaranlage. Es gibt eine Schule im Dorf. Die Ernährungs- und Landwirtschaftsorganisation der Vereinten Nationen finanzierte 2020 einen Wassertank für die Schule.
Die 3,59 Kilometer lange Route 760 führt von Baouchéri zur Nationalstraße 1 in Kagna Magassa. Es handelt sich um eine wenig ausgebaute Landstraße.